# Phaonia baolini
Phaonia baolini este o specie de muște din genul Phaonia, familia Muscidae, descrisă de Feng în anul 2000.
Este endemică în Sichuan. Conform Catalogue of Life specia Phaonia baolini nu are subspecii cunoscute.